# Сузана Перовић
Сузана Перовић (Београд, 16. август 1966) српска је певачица фолк музике.

## Биографија
Сузана је рођена 1966. године у Београду. Каријеру је започела 1980, као члан женске поп групе Аска коју су још чиниле Снежана Мишковић, Изолда Баруџија и Снежана Стаменковић. Са њима је 1982. године представљала Југославију на избору за Песму Евровизије у Енглеској (ПЕ ’82), композицијом Хало, хало, освојивши 14. место. Од 1986. године започиње соло каријеру. Популарност је стекла филмом Тесна кожа 2 тумачећи певачицу Сузи и певајући песме Принц из бајке, Само један живот имаш и Зашто љубоморан ниси. Песме из филма су постале хитови, Сузанине плоче златне, а титуле су се низале. Позната је као једна од најлепших певачица и југословенски секс симбол. Учествовала је на Југовизији 1987. године песмом У мени ватру угаси. Снимила је четири соло албума, а затим се повукла са јавне сцене. Има двоје деце из брака са менаџером Владом Перовићем. Од 2010. године ради као водитељка и истражитељка са Гораном Стојићевићем у емисији Прељубници. Била је учесница ријалитија Фарма 2013.

## Дискографија
Са Аском
- Катастрофа (1984)

Соло
- Опа, опа селе (1986)
- Маштам о теби (1987)
- Победиће љубав (1990)
- У мени неки враг (1994)

## Филмографија
Филмови
- Тесна кожа 2 (1987)
- Татин син (2000)

Телевизија
- Сељаци (ТВ серија) (2008)
- Прељубници (2010 − 2013)
- Фарма (2013)
- Задруга (2018)